# Szecsuáni szivarfa

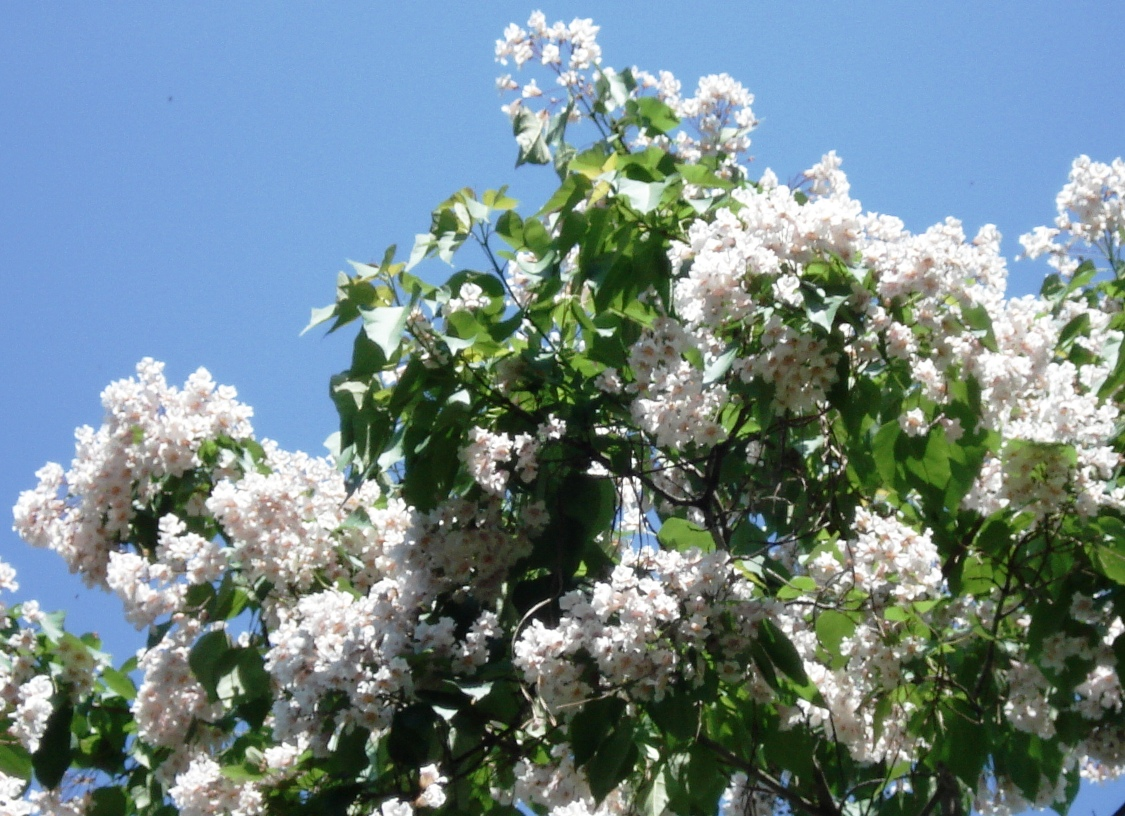
Virágzata

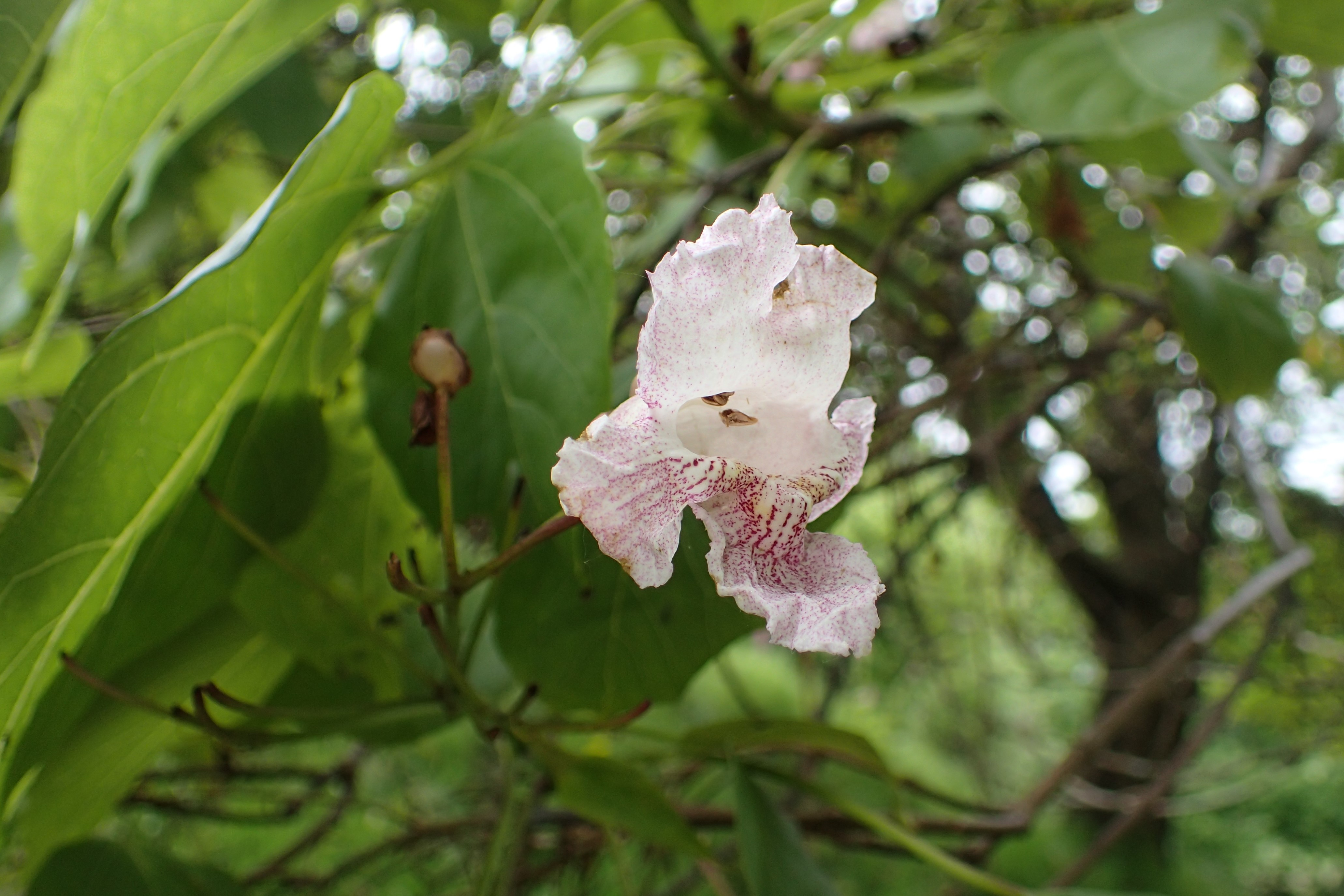
Egy virága

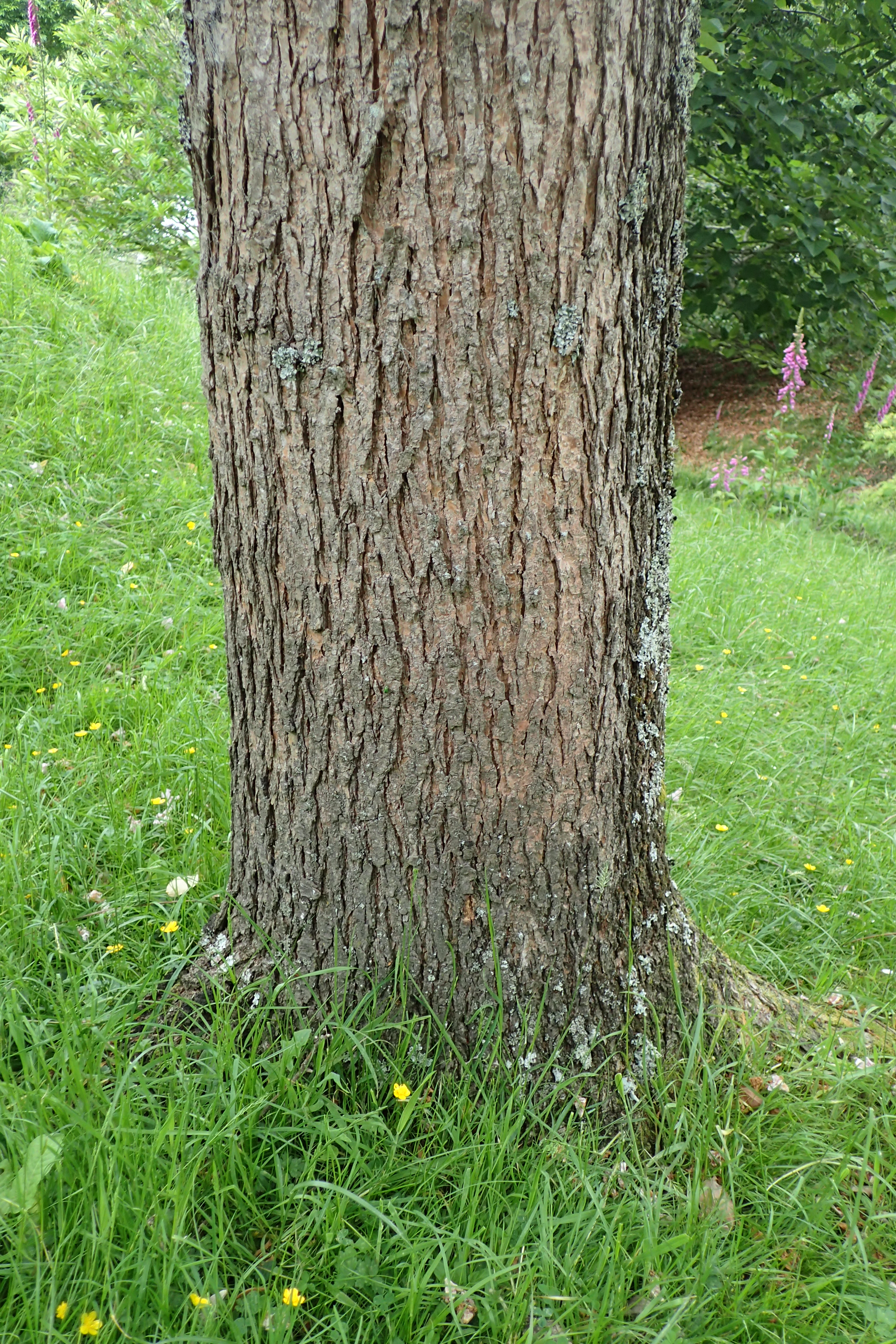
Törzse

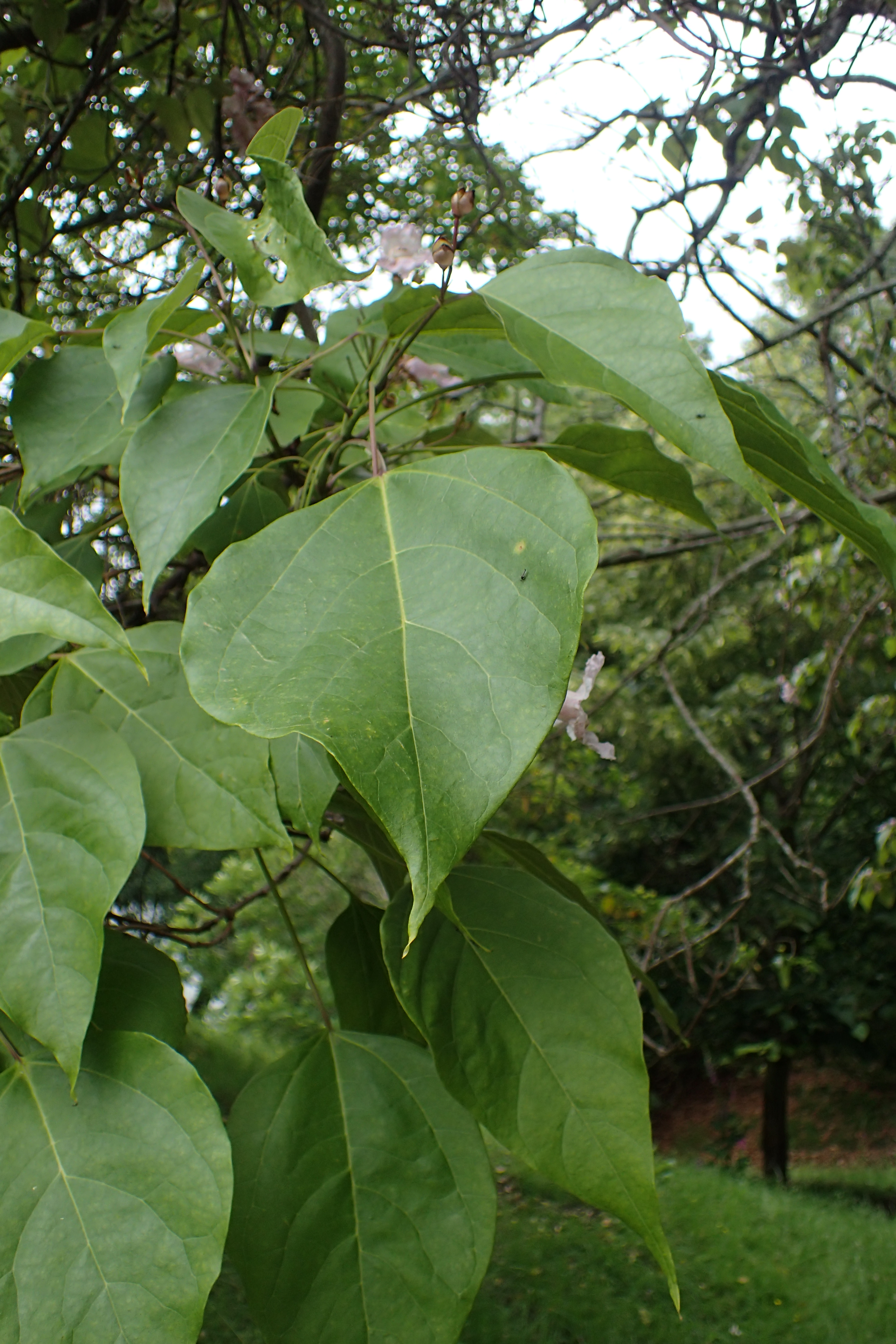
Levélzete

A szecsuáni szivarfa (Catalpa fargesii) az ajakosvirágúak (Lamiales) rendjébe sorolt a szivarfafélék (Bignoniaceae) családjában a szivarfa (Catalpa) nemzetség egyik faja.

## Származása, elterjedése
Amint ezt neve is jelzi, Nyugat-Kínában fedezték fel 1900-ban. nevét Père Farges francia misszionáriusról kapta, aki először számolt be a fáról Kína Szecsuán tartományában. Dísznövényként mára sokfelé, így Európában is ültetik.
Egyes rendszertanászok szerint valójában nem önálló faj, hanem az Észak-Amerikában honos hosszútermésű szivarfa (Catalpa bungei) ázsiai analógja (szinonímája).

## Megjelenése, felépítése
Mintegy 20 m magasra nő meg. Egyenes, felfelé törekvő ágai meglehetősen rendszertelenül állnak. Szürkésbarna kérge széles, sekélyes és bozontosan pikkelyes bordákra tagolódik.
Fiatal hajtásai bársonyosan szőrösek.
Kb. 12 * 10 cm-es leveleinek színe meglehetősen fényes. Az alapfaj leveleinek fonáka fehéren szőrös, a nyelük bársonyos.
Virágai rózsaszínesek.

## Életmódja, termőhelye
Lombhullató. A szennyezett levegőt jól viseli, városokba is ültethető.
Virágai a nyár elején nyílnak.

## Alfajok, változatok
A C. bungei (C. fargesii) f. duclouxii fiatal hajtásai eleve kopaszok.

## Fordítás
Ez a szócikk részben vagy egészben  a   Catalpa fargesii című angol Wikipédia-szócikk ezen változatának fordításán alapul.  Az eredeti cikk szerkesztőit annak laptörténete sorolja fel. Ez a jelzés csupán a megfogalmazás eredetét és a szerzői jogokat jelzi, nem szolgál a cikkben szereplő információk forrásmegjelöléseként.